# Maison-Maugis
Maison-Maugis település Franciaországban, Orne megyében. Lakosainak száma 52 fő (2013). Maison-Maugis Saint-Victor-de-Réno, Bellou-sur-Huisne, Cour-Maugis-sur-Huisne, La Chapelle-Montligeon, Corbon, Courcerault és Saint-Maurice-sur-Huisne községekkel határos.

## Népesség
A település népességének változása:
| Lakosok száma | 104  | 106  | 94   | 67   | 60   | 55   | 55   | 52   |
|               | 1962 | 1968 | 1975 | 1982 | 1990 | 1999 | 2008 | 2013 |